# 아침기도

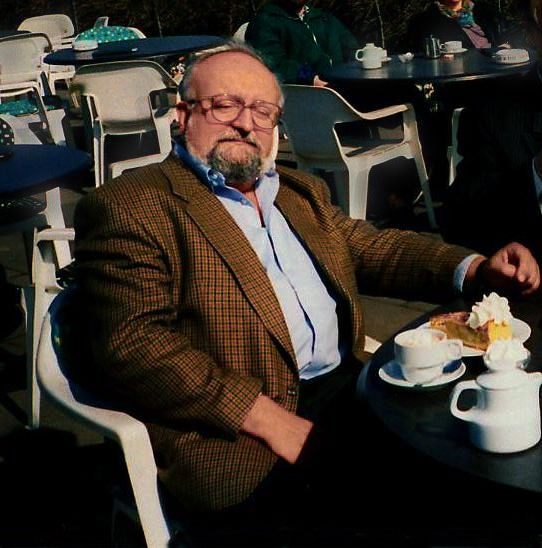

《아침기도》(폴란드어:Utrenja)는 크시슈토프 펜데레츠키의 합창곡이다. 성토요일을 위한 슬라브 정교회 전례에서 영향을 받은 작품이다.1-5악장까지는 유진 오먼디의 지휘와 필라델피아 관현악단의 연주,6-13악장까지는 앤드지 마코프스키의 지휘와 쾰른방송교향악단의 연주로 초연되었다.

## 차례
1. 트로파리온
2. 찬양의 노래
3. 이동
4. 위대한 토요일의 규범
5. 이르모로존
6. 복음
7. 스테치에라
8. 트로파리온의 시편
9. 유월절의 규범,노래1과3
10. 유월절의 규범,노래8
11. 콘다크 소찬가
12. 이코스
13. 유월절의 조각

## 두 번째 초연시의 성악가
- 소프라노:스테파니아 보위토비츠
- 알토:크루스테나 슈벤스카
- 테너:루이 데보스
- 베이스:버나드 레이디쉬
- 바소 프론도:보리스 카멜리